# Biskupi Xuân Lộc
Biskupi Xuân Lộc – biskupi diecezjalni, biskupi koadiutorzy i biskupi pomocniczy diecezji Xuân Lộc.

## Biskupi

### Biskupi diecezjalni
| Lata urzędowania | Biskup | Biskup                      | Uwagi |
| ---------------- | ------ | --------------------------- | ----- |
| 1965–1974        |        | Joseph Lê Văn Ấn            |       |
| 1974–1988        |        | Dominique Nguyễn Văn Lãng   |       |
| 1988–2004        |        | Paul Marie Nguyễn Minh Nhật |       |
| 2004–2016        |        | Dominique Nguyễn Chu Trinh  |       |
| 2016–2021        |        | Joseph Đinh Đức Đạo         |       |
| od 2021          |        | John Đỗ Văn Ngân            |       |

### Biskupi pomocniczy
| Lata urzędowania | Biskup | Biskup                      | Uwagi                                                                                 |
| ---------------- | ------ | --------------------------- | ------------------------------------------------------------------------------------- |
| 1975–1988        |        | Paul Marie Nguyễn Minh Nhật | koadiutor, następnie biskup diecezjalny Xuân Lộc                                      |
| 1992–2005        |        | Thomas Nguyễn Văn Trâm      | następnie biskup diecezjalny Bà Rịa                                                   |
| 2009–2013        |        | Thomas Vũ Đình Hiệu         | następnie koadiutor Bùi Chu w latach 2012–2013, późniejszy biskup diecezjalny Bùi Chu |
| 2013–2016        |        | Joseph Đinh Đức Đạo         | następnie koadiutor w latach 2015–2016, późniejszy biskup diecezjalny Xuân Lộc        |
| 2017–2021        |        | John Đỗ Văn Ngân            | następnie biskup diecezjalny Xuân Lộc                                                 |